# Longitarsus jacobaeae
Longitarsus jacobaeae  (лат.) — вид листоедов (Chrysomelidae) из подсемейства козявок (Galerucinae). 

## Распространение
Распространён в Центральной и восточной части Западной Европы, на юг до Сицилии и северной части Балканского полуострова, на север до Шотландии и юга Швеции, а также встречается в Турции, на Северном Кавказе, в России до Монголии.

## Экология
Взрослые жуки и их личинки — монофаги: питаются только листьями крестовника Якова (Senecio jacobaea).